# アンドラーシュ2世 (ハンガリー王)
アンドラーシュ2世（ハンガリー語: Jeruzsálemi II András, 1177年 - 1235年9月21日）は、ハンガリー王国アールパード朝の国王（在位1205年 - 1235年）。ハンガリー王の他にクロアチア王位も兼ねていた（在位1205年 - 1235年）。
兄イムレと甥ラースロー3世の死後にハンガリー王位を継承し、支持者を獲得するために王国の領土を所領として分け与えた。1222年に国内の貴族に特権を認める金印勅書を発布、1231年には聖職者にとって有利な条項を金印勅書に追加した。

## 生涯

### 幼少期
ハンガリー王ベーラ3世とアニェスの次子として誕生する。1182年にベーラ3世の意向によってアンドラーシュの兄イムレがハンガリーの若王の戴冠を受け、その時はアンドラーシュが王位を継ぐ可能性は低かった。
1188年に家臣によって国を追放されたガリツィア公国の公子ウラジーミルが援助を求めてハンガリーに逃れた時、ベーラ3世は彼を拘束した。ガリツィアはハンガリー軍によって占領され、アンドラーシュはガリツィアの統治を命じられる。幼少のアンドラーシュは名目上のガリツィアの統治者でしかなく、実際にガリツィアに入国することも無かった。
ガリツィアの大貴族たちがハンガリーの支配に対して反乱を起こした時、1189年にハンガリー軍は一旦勝利を収めたが、ハンガリーから脱出したウラジーミルによってハンガリー軍は放逐された。

### 兄イムレへの反乱
1196年4月23日にベーラ3世が没したとき、ハンガリー王位はアンドラーシュの兄イムレが継承し、アンドラーシュは父が十字軍に備えて貯めていた軍費を相続した。アンドラーシュはイムレからハンガリー王位を奪う企てに遺産を使い、オーストリア公レオポルト6世に支援を求めた。1197年12月、アンドラーシュの軍はMacsek近郊でイムレの軍に勝利を収め、クロアチアとダルマチアの支配権はアンドラーシュの元に移った。
1198年初頭、ローマ教皇インノケンティウス3世は、アンドラーシュにベーラ3世の遺志を継いで十字軍に参加することを促した。しかし、アンドラーシュは十字軍に参加せず、近隣の地域に派兵してザクルミアを占領した。アンドラーシュはイムレと対立する高位の聖職者と陰謀を企てるが、計画は直前に露見する。アンドラーシュの有力な支持者であったヴァーチ司教ボレスローは逮捕され、他の支持者も特権を剥奪される。1199年夏にアンドラーシュはRádの戦いでイムレに敗れ、アンドラーシュはオーストリアに亡命した。最終的に教皇インノケンティウス3世の仲裁によってアンドラーシュとイムレは和睦し、クロアチアとダルマチアの支配権はイムレに返還された。
1200年ごろ、アンドラーシュはメラーノの公女ゲルトルードと結婚する。
1203年にアンドラーシュは再び反乱を起こし、ドラーヴァ河畔でイムレの軍と対陣するが、イムレが武装を解いてアンドラーシュの宿営を訪れると、アンドラーシュはただちに降伏した。降伏したアンドラーシュはイムレに逮捕されるが、脱走に成功する。
1204年8月にイムレの幼い息子ラースロー（アンドラーシュの甥）が若王として戴冠されたが、その後にイムレは健康を害する。ハンガリー王位が無事に継承されることを願うイムレは、和解したアンドラーシュに幼いラースローを後見するように命じた。1204年秋にイムレが亡くなった後、アンドラーシュは甥ラースローの摂政としてハンガリーを統治し、イムレがラースローに遺した財産を管理した。しかし、イムレの妻コンスタンサがラースローを連れてオーストリアに亡命したため、アンドラーシュはオーストリアとの戦争の準備を進める。
1205年5月7日にラースローが亡くなり、アンドラーシュがハンガリー王位を継承した。

### 支持者の獲得と宮廷内の対立
1205年5月29日にアンドラーシュはセーケシュフェヘールヴァールでカロチャ大司教ヨハンから戴冠される。
アンドラーシュはイムレ以前の王が実施していた国内政策の方針を転換し、修道院、教会、貴族に王領や城を分配した。
土地を授与された貴族には子孫への土地相続が無条件に認められ、ハンガリーに大領主層が誕生した。村、領地、さらには州までも授与したため、国の収入が減少したため、代わりに貨幣の鋳造、鉱山の経営、課税によって収入を補おうと試みた。この結果、王に忠実な従者と貴族が新たな社会階層を形成し、旧来の大貴族や聖職者と争った。王に忠誠を誓う層の出現はアンドラーシュの地位を強固にしたが、後に彼らは王権を弱体化させる原因となった。
また、ゲルトルードはアンドラーシュが遠征でハンガリーを留守にしている時に彼女が連れてきた親族とドイツ系の廷臣を優遇したため、ハンガリー土着の貴族は不満を抱いた。ドイツ系の廷臣を優遇することを不満に思う貴族の一派が、ニカイア帝国の宮廷に移っていたアンドラーシュの従兄弟を新たな王に擁立する計画を立てるが、反対派が送った密使はアンドラーシュに逮捕され、計画は未然に防がれた。
アンドラーシュはハンガリーの南東部に居住するクマン人の襲撃に備えて、1211年にドイツ騎士団にトランシルヴァニアのプルツェンラントを所領として与える。騎士団は植民活動とクマン人との戦闘に従事したが、ハンガリーの意図から外れて独立した領邦国家を形成し始める。

### ガリツィアへの軍事干渉
治世の初年、アンドラーシュはガリツィアの一部を占領する。
1205年にはガリツィアの幼い公子ダニーロを即位させるため、軍隊を出動させた。派兵の後、アンドラーシュはガリツィアとロドメリアに対して「ガリツィアとロドメリアの王」を名乗った。1206年初頭にダニーロはガリツィアから追放され、アンドラーシュはダニーロと対立する公子ウラジーミルから賄賂を受け取っていたために、ダニーロへの援助を拒んだ。
同1206年にガリツィアへの軍事干渉を再開したアンドラーシュは、ウラジーミルと対立する公子ロマンを支援した。1208年にアンドラーシュはロマンとガリツィアの貴族の間に起きた争いを利用してガリツィアを占領し、自身の名のもとにガリツィアを統治するように摂政に命じるが、翌1209年にウラジーミルによってガリツィアを奪回される。
1211年にアンドラーシュはガリツィアを再占領するためにダニーロを援助し、1212年にダニーロと敵対する公子ムスチスラフを攻撃する。間も無くダニーロはガリツィアから放逐され、再びハンガリー宮廷に援助を求めた。しかし、1213年にアンドラーシュがハンガリーを留守にしている間、バーンク・バーンをはじめとするハンガリーの貴族が王妃ゲルトルードを暗殺する事件が起きる。ゲルトルード殺害の報告が届くとアンドラーシュは本国に戻らざるを得なくなり、ガリツィアへの軍事干渉を中断した。
帰国後、アンドラーシュは反乱の首謀者のみを処刑して他の参加者は罰しなかったが、王子ベーラはアンドラーシュが下した処分に不満を表した。1214年、アンドラーシュはベーラをハンガリーの若王として戴冠させる。
同1214年の夏にアンドラーシュはポーランド大公レシェク1世と会見し、両国間でのガリツィアの分割についての条約を締結する。ハンガリー・ポーランド連合軍はガリツィアの一部を占領し、占領地はアンドラーシュの末子カールマーンに与えられた。しかし、アンドラーシュはレシェクが公子ムスチスラフと同盟していたためポーランドに領地を割譲しようとせず、レシェクとムスチスラフはハンガリー軍をガリツィアから追放した。結局、ハンガリーはポーランドと同盟を結び直し、アンドラーシュの王子をガリツィアの公とすることが認められた。

### 第5回十字軍

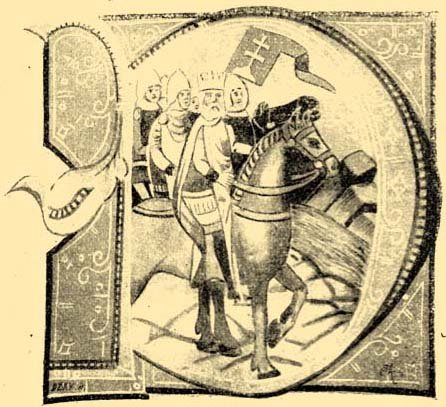
第5回十字軍に参加するアンドラーシュ2世

ガリツィアへの干渉と並行して、アンドラーシュはハンガリー南部の国境地帯を巡るブルガリア帝国との領土問題の解決に着手した。1214年にハンガリー軍はブルガリア領のベオグラードとブラニチェヴォを占領する。同年にローマ教皇の仲介でアンドラーシュはブルガリアと和睦し、後年にヴィディンでブルガリア皇帝ボリルに対する反乱が起きた時には反乱の鎮圧を支援した。
1215年2月、アンドラーシュはラテン帝国皇帝アンリ・ド・エノーの姪ヨランドと結婚した。翌1216年にアンリが没した時、アンドラーシュはラテン帝国の帝位に就こうと試み、教皇の歓心を得るために十字軍への参加を決意した。
ハンガリーの兵士をパレスチナに送るため、ヴェネツィア共和国と協定を交わし、ハンガリーが領有するザラ（ザダル）の支配権の譲渡と引き換えに港湾の利用権を得る。1217年8月23日、アンドラーシュが率いるハンガリー軍はスプリトで中東行きの船に乗り込み、10月9日に一行はキプロス島に上陸し、さらにアッコンに向かって出航した。11月10日、ヨルダン川沿岸のベツサイダでハンガリー軍はエジプトのアイユーブ朝のスルターン・アル＝アーディルの軍に勝利を収め、敗れたアイユーブ軍は城砦と町に退却した。しかし、投石器と弩がアンドラーシュの元に期日通りに届かず、ハンガリー軍はアイユーブ軍が立て籠もるレバノンとタボル山を攻めあぐねた。
1218年1月にアンドラーシュはハンガリーに帰国する。教皇ホノリウス3世はアンドラーシュの働きに満足せず、アンドラーシュのラテン帝位の獲得は失敗に終わる。結局、教皇はヨランドの父であるピエール2世・ド・クルトネーをラテン皇帝に擁立した。
帰国途上でアルメニア王レヴォン2世、ニカイア皇帝テオドロス1世、ブルガリア皇帝イヴァン・アセン2世と交渉し、婚姻を取り決めた。ニカイア滞在中、アンドラーシュはニカイアの宮廷に移っていた従兄弟に命を狙われるが、暗殺は未然に防がれた。

### 金印勅書

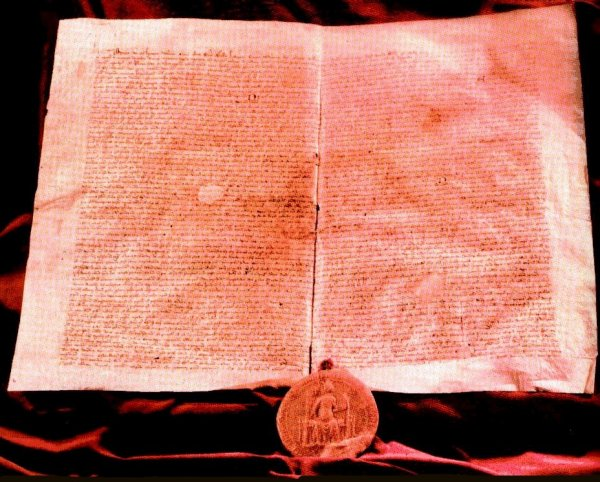
1222年に出された金印勅書

アンドラーシュが帰国したとき、留守にしていたハンガリーは混乱に陥っていた。摂政として国政を監督していたエステルゴム大司教ジョンはハンガリーから離れており、国庫の蓄えは底をついていた。
1219年8月、ガリツィアのカールマーンはノヴゴロド公となったガリツィアのムスチスラフによって領地から追放される。ハンガリーはやむなくノヴゴロドと和解し、アンドラーシュはムスチスラフの娘を末子アンドラーシュの妻に迎え入れた。
アンドラーシュは外征による浪費を埋め合わせるため、性急な財政改革を実施したが、中小貴族と一部の大貴族の不満が高まった。収入を増やすために臨時の税を制定し、金の支払いと引き換えにユダヤ人とイスラム教徒に貨幣の鋳造・税の徴収・鉱山の経営を認めたが、アンドラーシュの支持はより低下する。また、財政改革の中で悪貨が鋳造され、アンドラーシュと敵対する貴族はスラヴォニアの統治を命じられていた王子ベーラを擁立して反乱を起こす動きを見せていた。
1222年初頭、アンドラーシュに不満を抱く廷臣と貴族は大挙して宮廷に押し寄せ、アンドラーシュは彼らの求めに応じて金印勅書（アラニュ・ブラ）を発布した。金印勅書によって廷臣と大貴族の権利が拡張され、教会の利益が制限された。この金印勅書は、しばしば同時代のイングランド王国で制定されたマグナ・カルタのハンガリー版と例えられる。しかし、ハンガリーの王たちが勅書の条項を遵守することは無かった
1224年にはトランシルヴァニア・ザクセン人に特権を保証する自治法（Diploma Andreanum）を施行した。同年、ドイツ騎士団長ヘルマン・フォン・ザルツァは教皇ホノリウス3世からプルツェンラントを教皇の直轄領とする許可を得た。騎士団の自立はハンガリーにとって無視できないものとなり、アンドラーシュは騎士団から特権を剥奪してハンガリーからの撤退を迫った。1225年にドイツ騎士団はプルツェンラントから撤退し、同年の冬にポーランドに移動した。

### 息子との不和
ハンガリーの若王に戴冠されたベーラは、教皇ホノリウス3世の認可の元で、アンドラーシュが支持者に与えた王領の回収にとりかかろうとした。アンドラーシュはベーラの方針に反対し、ベーラをトランシルヴァニアに移してカールマーンにベーラの旧領を与えた。
1226年の半ばにアンドラーシュはガリツィアの君主に据えていた末子アンドラーシュの要請に応じて、軍隊を進める。ハンガリー軍はムスチスラフに敗れるが、最終的にムスチスラフはガリツィアの支配権をハンガリーに譲渡した。1228年、アンドラーシュの2人の息子は王領の回復を試み、ゲルトルードの暗殺に参加した貴族から土地を没収するようアンドラーシュを説得した。
1229年に末子のアンドラーシュはダニーロによってガリツィアを追放され、1230年からオーストリア公フリードリヒ2世がハンガリー西部への攻撃を開始する。

### ベレグ協定
1215年の第4ラテラン公会議で取り決められた教令とは逆に、アンドラーシュは宮廷で多くのイスラム教徒とユダヤ人の金融業者を雇用した。そのため、教皇グレゴリウス9世は彼らの解雇をアンドラーシュに要求した。1231年にアンドラーシュは金印勅書の改訂を実施し、教会に不利な条文が削除され、エステルゴム大司教には協定を破った国王を破門する権限が付与された
。アンドラーシュはなおも異教徒の金融業者の雇用を続け、教会の塩の専売権を制限したため、1232年初頭にエステルゴム大司教ロベルトによって破門される。アンドラーシュは教会の要求を受け入れなければならず、やむなくベレグ協定を締結した。

### 晩年
1234年5月、既にヨランドを亡くしていたアンドラーシュは、イタリアのエステ家から30歳年下のベアトリーチェを妃に迎え入れた。ベアトリーチェとの再婚は、彼と息子たちの関係を悪化させる。
1234年夏、ベレグ協定を遵守しないアンドラーシュはボスニア司教ジョンから破門を宣告され、アンドラーシュは破門が越権行為にあたると教皇に訴えた。
同年秋にアンドラーシュ王子の居城がダニーロに包囲され、アンドラーシュ王子は包囲中に陣没する。そのため、ガリツィアにおけるハンガリーの支配権は失われた。1235年初頭にアンドラーシュはオーストリアへの攻撃を計画するが、やむなくフリードリヒ2世と和約を結んだ。
アンドラーシュは死の直前に教皇から破門を解除され、さらにハンガリー王とその一族には教皇の許可なくして破門を宣告できないと約束された。1235年4月23日にアンドラーシュは没する。

## 子女

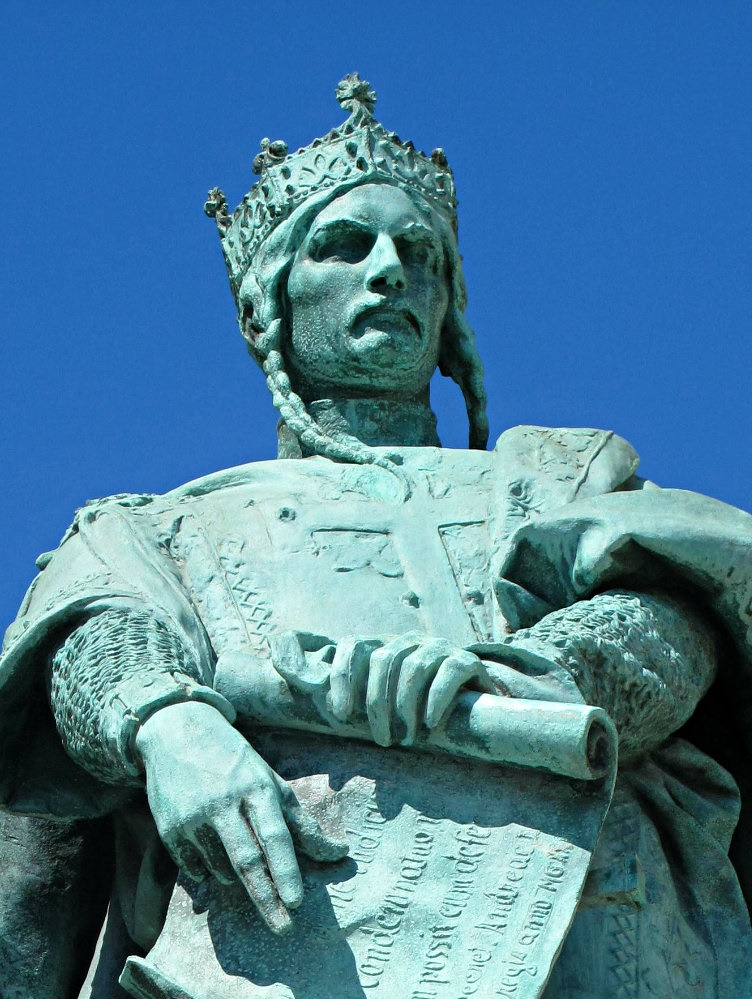
ブダペストの英雄広場のアンドラーシュ2世像

アンドラーシュ2世は1200年頃、最初の妃メラーノ公ベルトルト3世の娘ゲルトルード（1213年没）と結婚、3男2女をもうけた。
- マーリア（1203年 - 1237年） - ブルガリア皇帝イヴァン・アセン2世の妃。
- ベーラ4世（1206年 - 1270年）
- エルジェーベト（1207年 - 1231年） - テューリンゲン方伯ルートヴィヒ4世の妻。聖エルジェーベト（エリーザベト）として知られる。
- カールマーン（1208年 - 1241年） - ガーリチ公、スラヴォニア公
- アンドラーシュ（1210年 - 1234年） - 1221年にムスチスラフ・ムスチスラヴィチの娘エレナと結婚。ガーリチ公（在位：1228年 - 1229年、1231年 - 1233/4年）。

1215年に第2の妃、ラテン皇帝ピエール・ド・クルトネーの娘ヨランド（1233年没）と結婚、1女をもうけた。
- ヨラーンタ（1215年 - 1251年） - アラゴン王ハイメ1世の妃

1234年に第3の妃、エステ家のフェラーラ公アルドブランディーノ1世の娘ベアトリーチェ（1245年没）と結婚、アンドラーシュ2世の死後に1男を生んだ。
- イシュトヴァーン（1236年 - 1271年） - スラヴォニア公。アンドラーシュ3世の父。